# Gli amanti (film 1941)
Gli amanti (Back Street) è un film del 1941 diretto da Robert Stevenson. È ispirato al romanzo Back Street di Fannie Hurst, pubblicato nel 1931. Il libro era già stato adattato nel film La donna proibita e lo sarebbe stato ancora successivamente, nel 1961, con Il sentiero degli amanti.